# Zhuriwka
Zhuriwka (ukr. Згурівка) – osiedle typu miejskiego na Ukrainie, w obwodzie kijowskim, w rejonie browarskim, nad rzeką Supij. Do 2020 roku siedziba władz rejonu zhuriwskiego. W 2018 roku liczyło ok. 5 tys. mieszkańców.

## Historia
Pierwsza wzmianka o miejscowości pochodzi z 1690 roku, kiedy car Piotr I nadał ziemie wraz z Zhuriwką sotnikowi basańskiemu Karłowi Jaskowskiemu. Od 1762 roku miejscowość należała do Kiriłła Razumowskiego, hetmana lewobrzeżnej Ukrainy. W 1824 wieś jako posag przeszła na własność hrabiego Arkadija Koczubieja, który uczynił z niej centrum swoich dóbr. W latach 80. XIX wieku przy majątku Koczubiejów utworzono m.in. stację meteorologiczną oraz gospodarstwo doświadczalne z trzyletnim kursem szkoleniowym. Ponadto działało wówczas w Zhuriwce ok. 80 wiatraków i 10 małych olejarni. Trzy razy do roku organizowany był jarmark. W 1913 roku uruchomiono we wsi cukrownię. W tym czasie w miejscowości funkcjonowały trzy stadniny koni.
W latach 1930–1931 i 1935-62 Zhuriwka była siedzibą władz rejonu. W 1932 roku weszła w skład obwodu charkowskiego, a w 1937 roku – połtawskiego. W czasie II wojny światowej, od 15 września 1941 roku do 21 września 1943 roku, wieś znajdowała się pod okupacją niemiecką. W 1954 roku miejscowość weszła w skład obwodu kijowskiego. W 1956 roku nadano Zhuriwce status osiedla typu miejskiego. W 1986 roku ponownie ustanowiono rejon zhuriwski z siedzibą w Zhuriwce.
W 1989 roku Zhuriwka liczyła 6942 mieszkańców, a w 2013 roku – 5338 mieszkańców.